# Acisoma trifidum
Acisoma trifidum är en trollsländeart som beskrevs av Kirby 1889. Acisoma trifidum ingår i släktet Acisoma och familjen segeltrollsländor. IUCN kategoriserar arten globalt som livskraftig. Inga underarter finns listade i Catalogue of Life.